# Metamorphosis insectorum Surinamensium
Metamorphosis insectorum Surinamensium (Metamorfose van de Surinaamse insecten) is een boek uit 1705 van de van oorsprong Duitse insecten- en bloemenschilderes en natuuronderzoekster Maria Sibylla Merian (1647–1717). Dit magnum opus, dat al door tijdgenoten bewonderd werd, omvat zestig kopergravures en bijbehorende teksten, waarin zij de levenscycli beschrijft van insecten in de toenmalige Nederlandse kolonie Suriname. Voor haar onderzoek verbleef ze twee jaar in het land. 

## Korte biografie van Merian

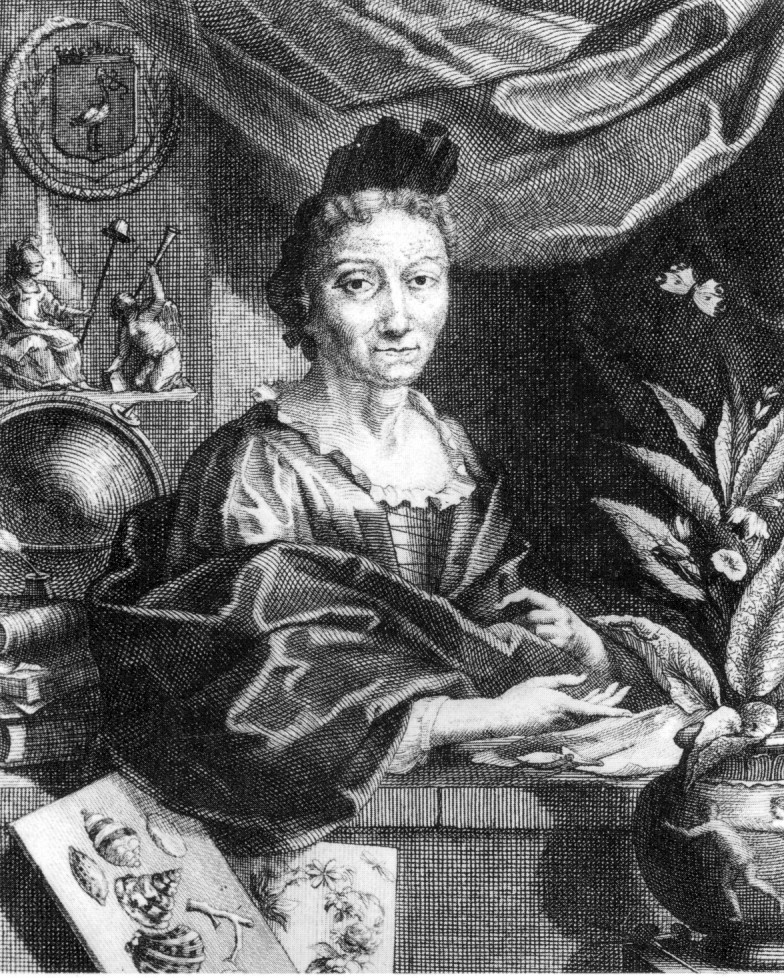
Maria Sibylla Merian rond 1700

Al vanaf haar jeugd zijn er factoren aan te wijzen die eraan bijdroegen dat Merian de Metamorphosis insectorum Surinamensium kon schrijven, naast een reeks betrekkelijke toevalligheden. Merian groeide op in een welgesteld en kunstzinnig milieu. Haar vader was uitgever van diverse boekenreeksen met gravures van onder andere insecten. 
Als kind kweekte Maria gedomesticeerde zijderupsen op tot poppen en vlinders, maar ze vond andere vlinders veel mooier en richtte zich daarop. Als dertienjarige begon ze insecten en planten naar de natuur af te beelden. Ze schrijft later dat het schilderwerk van haar jeugd in dienst stond van de zelfstudie naar insecten. Het onderzoeken en weergeven van insecten werd een blijvend onderdeel van haar leven. Zij kreeg schilderlessen van haar stiefvader,  bloemenschilder Jacob Marrel. Waarschijnlijk leerde ze graveren en etsen van haar stiefbroers.
Na haar huwelijk met Johann Andreas Graff begon ze zelf boeken uit te geven. Haar tweede boek, uit 1679, Der Raupen wunderbare Verwandlung und sonderbare Blumennahrung, was naast kunstzinnig ook wetenschappelijk gericht, met aandacht voor metamorfose en voedselopname van rupsen en vlinders. In 1683 verscheen een tweede deel. 
In 1685 verliet ze haar man en verhuisde met dochters en moeder naar de Walta state in Bozum (Friesland). Daar maakte zij kennis met de tropische flora en fauna van Zuid-Amerika aan de hand van curiosa die door de oorspronkelijke eigenaar van het slot, Cornelis van Aerssen van Sommelsdijck, uit Suriname werden opgestuurd.
In 1691 verhuisde ze naar Amsterdam en verdiepte zich daar in de verschillende natuurhistorische collecties. In het voorwoord van haar boek noemt ze die van Nicolaes Witsen, Jonas Witsen, Frederik Ruysch en Levinus Vincent. Hoewel deze naturaliënkabinetten mede een wetenschappelijk doel dienden, waren ze weinig systematisch samengesteld en Merian merkte dat ze geen verband legden tussen vlinders en hun rupsen en poppen. Dat zette haar naar eigen zeggen aan om de groote en kostelyke [kostbare] reise te onderneemen, en na Surinaame in America te vaaren, (een Land heet en nat, en van waar de voorschreeve Heeren deze Insecten ontfangen hebben) om aldaar myne ondervindinge te vervolgen.
Een collectie die de levensstadia van insecten belichtte, was er overigens wel geweest, namelijk die van Jan Swammerdam. De collectie was na zijn dood in 1680 uiteengevallen, maar hij had zijn bevindingen in 1669 gepubliceerd in de Historia insectorum generalis.

## Reis en verblijf
In juni 1699 vertrok Merian met haar jongste dochter, de toen 21-jarige Dorothea Maria Graff. Suriname was toen praktisch terra incognita: ondoordringbare oerbossen strekten zich landinwaarts uit. Moeder en dochter Merian woonden een tijdlang bij de labadisten in hun afgelegen plantage La Providence. Deze lag op de rechteroever van de Surinamerivier, zo'n 65 kilometer van de hoofdstad Paramaribo.

### Onderzoek
Vergezeld door enkele inheemsen vertrokken ze vroeg in de ochtend langs ontoegankelijke bospaden om insecten op hun waardplanten te observeren en te verzamelen. Ook werden er wel Surinamers op uit gestuurd om materiaal te verzamelen. Merian kweekte ook rupsen en poppen op tot vlinders en observeerde ze aandachtig, maar niet foutloos. In Plaat III zijn de rups en pop van de soort Neococytius cluentius en de vlinder een Cocytius duponchel te zien, maar ze worden als één soort beschreven: 
Op deze boom [een boszuurzak] vond ik anno 1700, in augustus, deze mooie groene rups; zij gebruikte de bladeren als voedsel tot de 18e augustus, toen zij, nadat zij verveld was, zo'n bruin poppetje geworden is, waaruit de 12e september deze mooi zwart-witte uil voortkwam. Zij heeft een dubbele snuit; als zij honing uit de bloemen willen zuigen, leggen zij de delen tegen elkaar, zodat het een pijpje wordt, en zo zuigen ze hun voedsel op. Daarna rollen ze hun snuit strak op en leggen hem in het haar onder hun kop, zodat die haast onzichtbaar is. Ze vliegen enkel bij nacht, en hebben een [stark (?)] leven. Door een vergrootglas oogt het meel op de vleugels als bruine, witte en zwarte veren van bonte hoenders. Het lichaam is zo harig als een beer, zelfs op de ogen zitten haren. De snuit lijkt op de strot van een gans of eendvogel, de pootjes en antennes zijn wonderschoon.
Gezien de diversiteit breidde ze haar oorspronkelijke onderzoeksprogramma aanzienlijk uit. 's Avonds werden de specimens geconserveerd en wat bederfelijk was moest onmiddellijk getekend worden vanwege het hete, vochtige klimaat. Na een verblijf van twee jaar kon de inmiddels 54-jarige onderzoekster de inspanning niet meer aan en kreeg ze een ernstige malaria-achtige ziekte. Op 23 september 1701 kwam zij met haar dochter terug in Amsterdam.

## Het werk

### Eerste editie
Terwijl haar gezondheid nog steeds zwak was, bereidde Maria Sibylla Merian van 1702 tot 1705 de grote uitgave voor. Op het voorblad liet ze drukken:
| Metamorphosis insectorum Surinamensium. Ofte verandering der Surinaamsche insecten. Waar in de Surinaamsche rupsen en wormen met alle des zelfs veranderingen na het leven afgebeeld en beschreeven worden, zynde elk geplaast op die gewassen, bloemen en vruchten, daar sy op gevonden zyn; waar in ook de generatie der kikvorschen, wonderbaare padden, hagedissen, slangen, spinnen en mieren werden vertoond en beschreeven, alles in America na het leven en levensgroote geschildert en beschreeven Door Maria Sibylla Merian. |

Eind 1702 was de voorbereiding voor de prenten voltooid; ze had zestig perkamentschilderijen gemaakt als uitgangspunt voor de kopergravures. Drie daarvan (XI, XIV en XXXV) graveerde ze zelf en ruim de helft (35) was van Pieter Sluyter. Joseph Mulder maakte er 21 en Daniël Stopendael een.
Merian schreef zelf de begeleidende teksten, terwijl de wetenschappelijke aantekeningen kwamen van de botanicus Caspar Commelin, een goede bekende van haar en directeur van de Hortus Botanicus Amsterdam. De gravures heeft ze samen met haar twee dochters ingekleurd. Voor een paar boekexemplaren liet ze transfers (abklatschen) maken van de nog natte afdrukken – dit gaf afbeeldingen in spiegelbeeld met zachte contouren, zodat het na inkleuring haast aquarellen leken.
Het werk werd uitgegeven in folioformaat (2°): 54 × 37 cm. De prijs bedroeg 45 gulden, een bedrag dat slechts weinigen zich konden veroorloven, zelfs in het rijke Nederland. Daarvan ging slechts 15 gulden naar het drukwerk en 30 naar het kleurwerk. 
Er waren een Duitse, Nederlandse en Latijnse editie gepland, maar de Duitse werd weggelaten omdat er slechts twaalf gegadigden waren. De andere werden begin 1705 in eigen beheer uitgegeven door Gerard Valck in Amsterdam. De totale oplage zal hooguit zo'n zestig exemplaren geweest zijn, gezien het kleine aantal eerste drukken dat nog steeds bestaat. In de inleiding schreef de auteur:
In het  maaken van dit Werk heb ik niet eigenbaatzugtig geweest, zullende vergenoegt zyn, wanneer maar myne gedaane onkosten wederom kryg; ik heb geen onkosten in het uitvoeren van dit Werk gespaart, maar heb de Plaaten door de beroemste Meesters doen snyden, en het beste Papier daar toe genoomen, op dat zo wel aan de Kenders der Kunst, als aan de Liefhebbers der Insecten en Planten plaisier en genoegen zoude geeven, gelyk ik my dan verblyden zal, wanneer ik hoore, dat ik myn oogmerk berykt, en te gelyk genoegen zal gegeeven hebben.

### Afbeeldingen en teksten

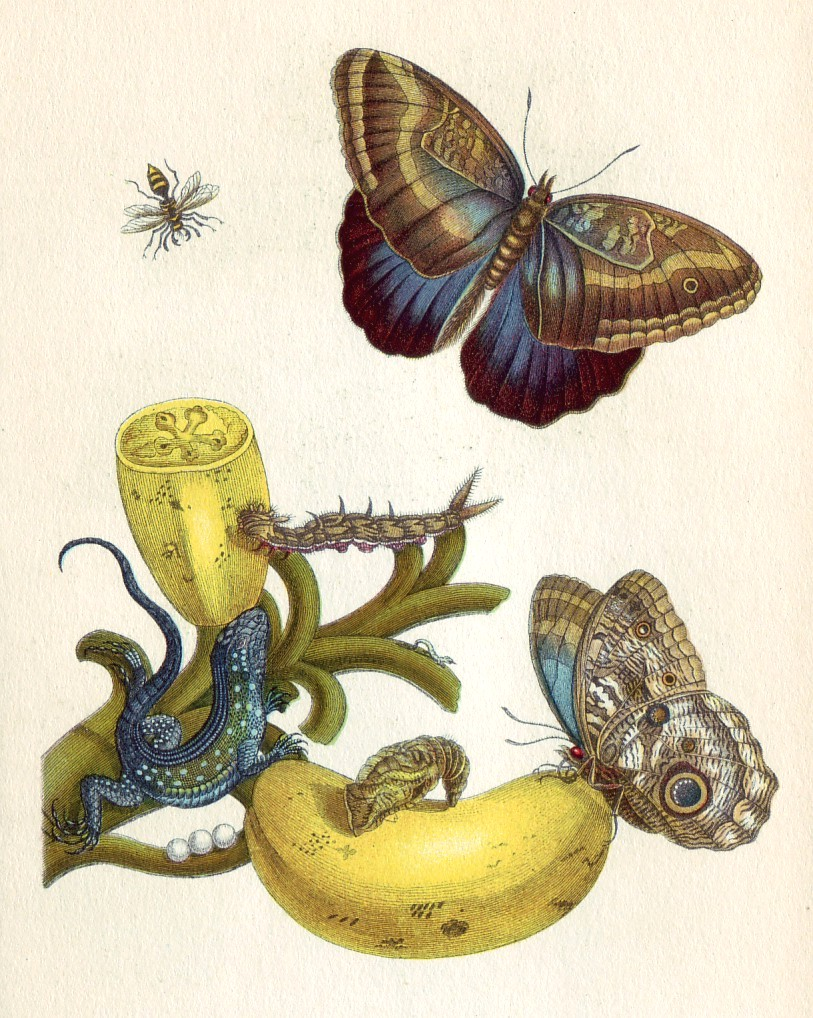
Plaat XXIII: Baccoves (zuurzak), met vlinders, pop en rups. De hagedis met haar eieren had zij erbij getekend om het blad te versieren. Zoals Merian zelf aangeeft, legt deze soort de eieren in de grond.

De gevoelig getekende, zorgvuldig gekleurde en kunstig samengestelde platen worden nog altijd beschouwd als grafische meesterwerken, en de eerste drukken zijn bibliofiele schatten. In de eerste decennia van de 21e eeuw brengen haar boeken in redelijke staat enkele tienduizenden euro's op, een goede eerste druk van Metamorphosis insectorum surinamensium komt ruim boven de honderdduizend.
De directe wetenschappelijke waarde is veel minder duidelijk, mede doordat de prenten nogal eens fouten bevatten, zoals vlinders met verkeerde waardplanten of vlinders die niet bij de rupsen passen. Ondanks de ambitie die ze in het voorwoord uitsprak, liet ze het visuele vaak voorgaan op het systematische. Het inzetten van inheemse bewoners voor het verzamelen van specimens introduceerde  vanzelfsprekend ook een risico op fouten. Bovendien was er al meer over de metamorfose van vlinders bekend dan zij suggereerde.

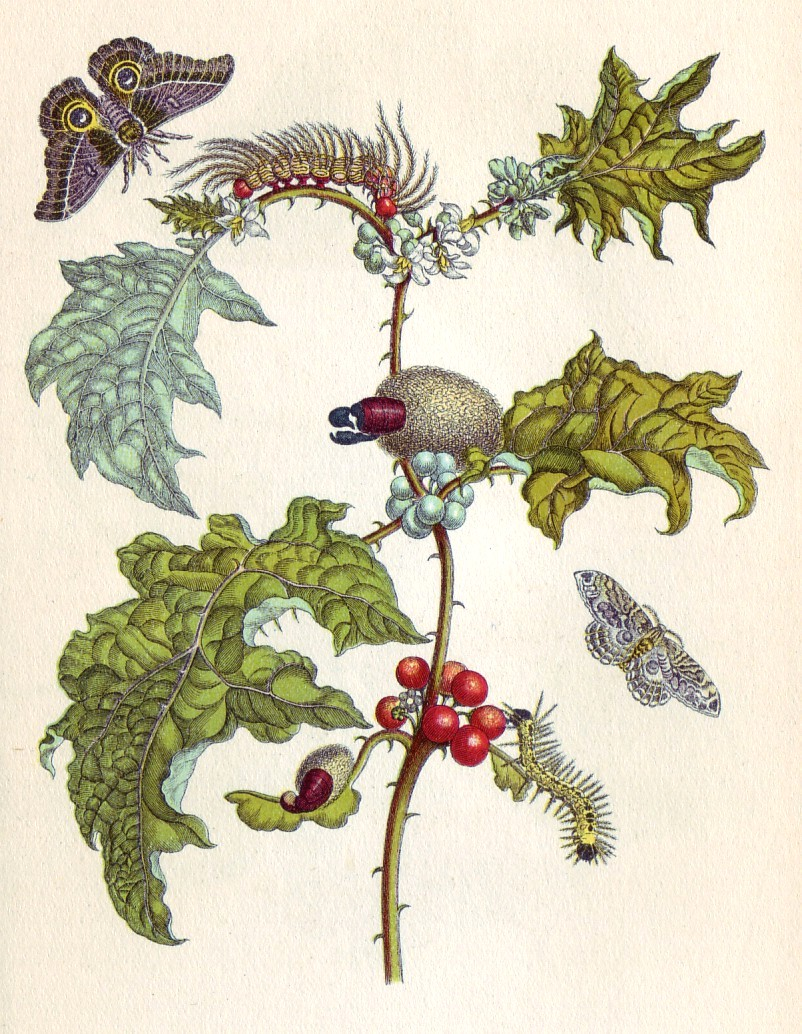
Plaat VI: maccai, een distel
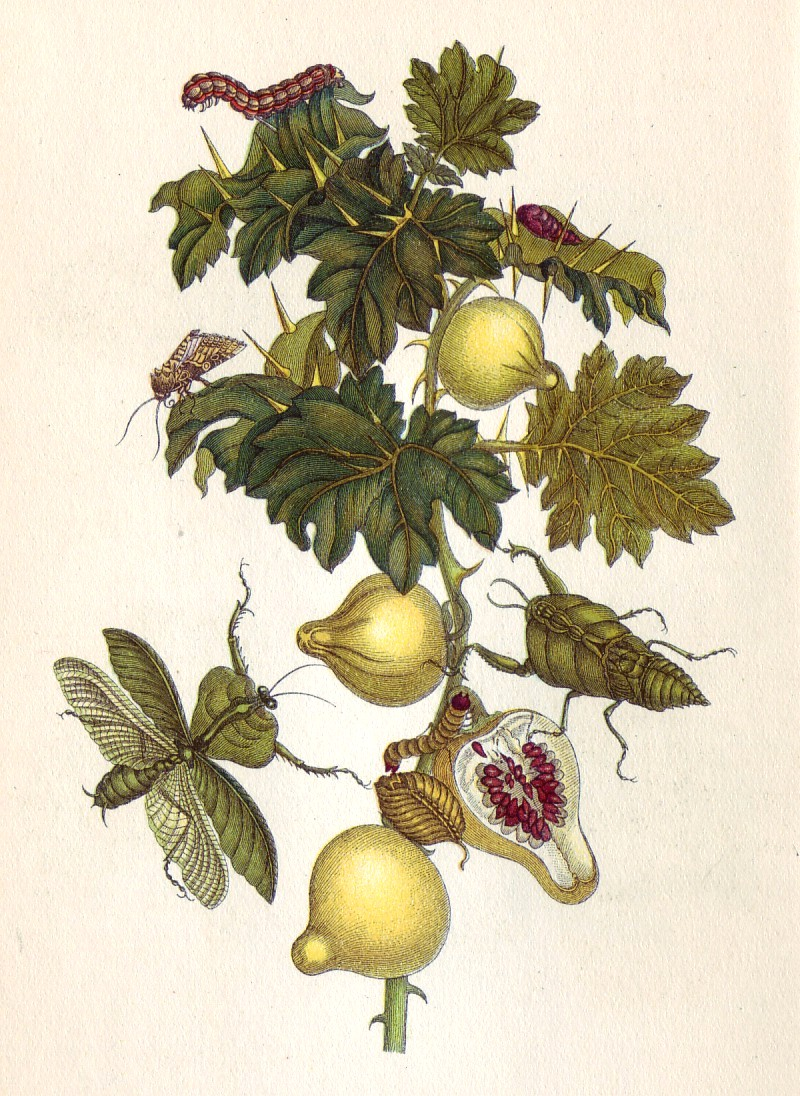
Plaat XXVII: appel van Sodom (Solanum mammosum), volgens Merian een dodelijk giftige vrucht, maar ook gebruikt als medicijn en reinigingsmiddel
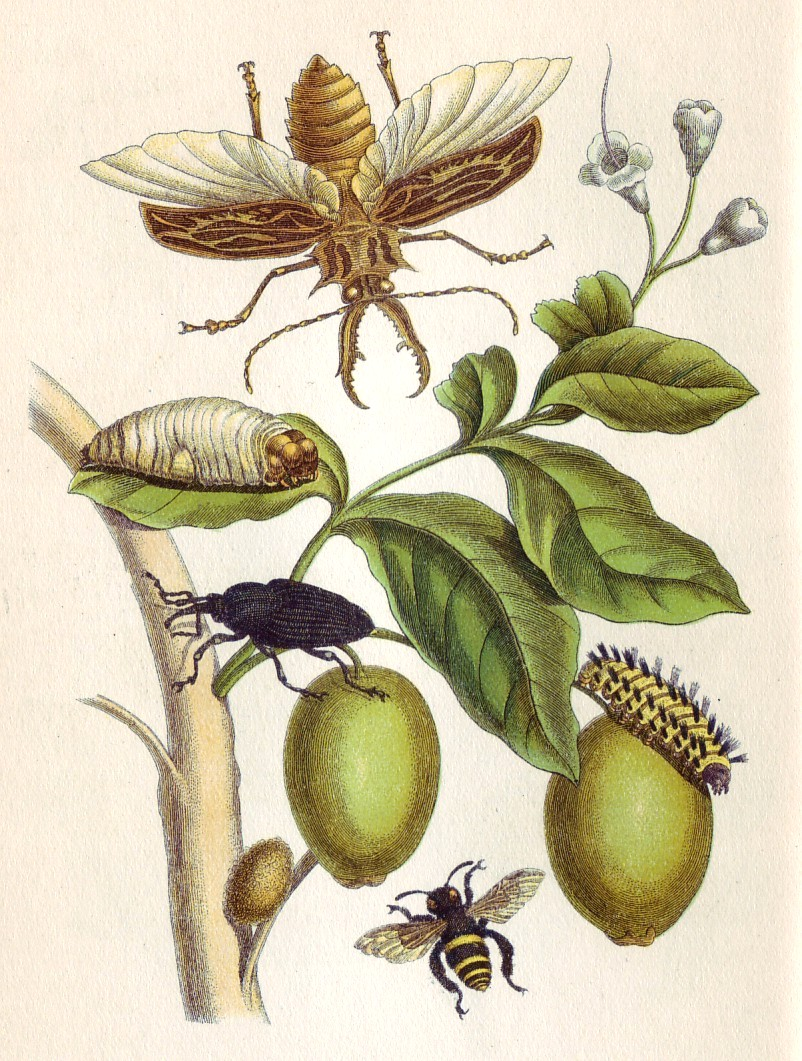
Plaat XLVIII: Tabrouba met diverse insecten
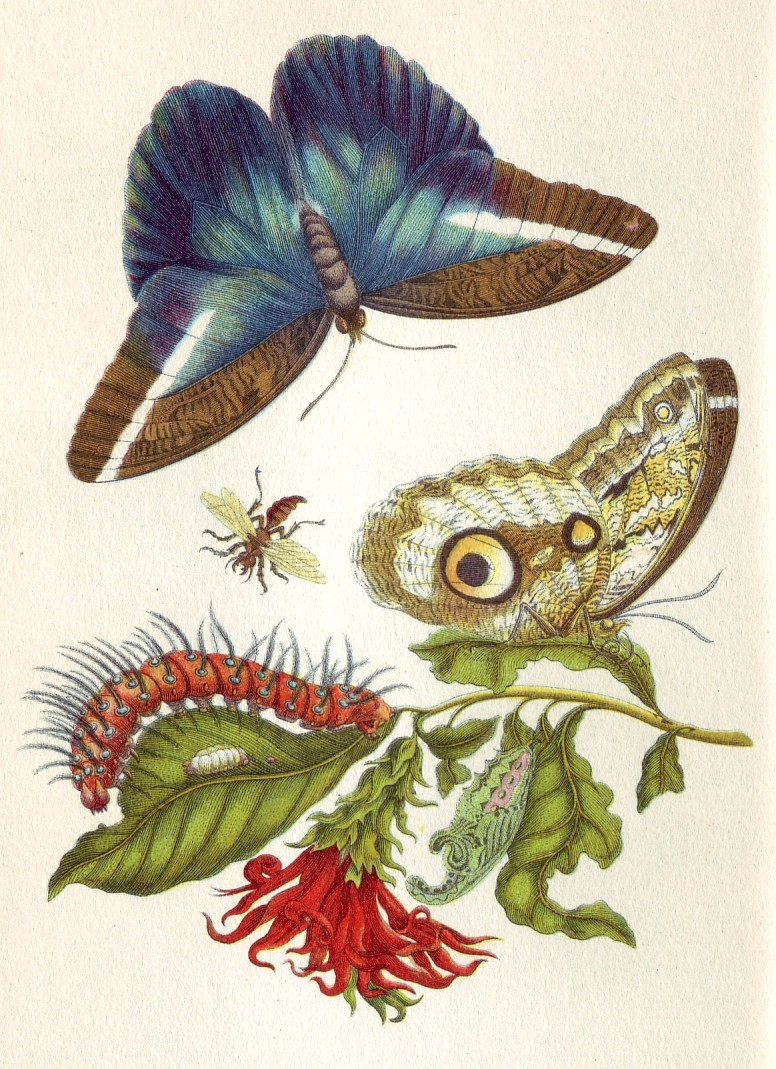
Plaat LX: Naamloze boom (Acanthaceus?) met Caligo en bijbehorende rups en 'grote atlas'

### 18e-eeuwse edities
Na Merians overlijden in 1717 verschenen er in die eeuw nog vier herdrukken met behulp van de originele koperplaten. 
De Amsterdamse uitgever Johannes Oosterwijk kocht het drukmateriaal en gaf het werk in 1719 opnieuw uit, opnieuw in een Latijnse en een Nederlandse editie. Er werden twaalf platen toegevoegd aan de oorspronkelijke zestig – tien uit haar nalatenschap en twee nieuwe op basis van tekeningen uit het natuurhistorisch kabinet van de verzamelaar Albertus Seba. De Latijnse titel was nu: Dissertatio degeneratione et metamorphosis insectorum surinamensium. Een herdruk van het uitgebreide werk werd in 1726 door Peter Gosse in Den Haag gepubliceerd, nu met de Latijnse en Franse tekst naast elkaar in twee kolommen en onder de titel Histoire des insectes de l'Amérique. In 1730 publiceerde Bernard in Amsterdam een Nederlandse editie zonder wijzigingen in de afbeeldingssectie, en in 1771 publiceerde uitgeverij Desnos in Parijs een tweedelige Franse versie van nog lagere kwaliteit, die niet alleen de Surinaamse insecten bevatte, maar ook de Europese.

### Latere edities
- Herdruk voor de driehonderdste sterfdag van Maria Sibylla Merian — In december 2016 werd voor de Duitstalige markt een herdruk van 1.499 exemplaren gepubliceerd met de afdrukken op oorspronkelijk formaat,[22] gebaseerd op een origineel exemplaar van de Nederlandse Koninklijke Bibliotheek. Verder bevat deze uitgave aanvullend materiaal, waaronder informatie over de ontstaansgeschiedenis en de artistieke impact van het werk, en Duitse vertalingen van de Nederlandse teksten.